# Wang Qian
Wang Qian (chiń. 王茜; ur. 14 marca 1989 r. w Chinach). Siatkarka grająca na pozycji libero. 
Obecnie występuje w drużynie Tianjin.